# Jules Puset
Jules Josephe Puset (né le 11 août 1911 à Angers en Maine-et-Loire et 15 avril 1983 à Saint-Laurent-sur-Sèvre en Vendée) est un évêque catholique français, membre de la Compagnie de Marie (père montfortain), évêque de Tamatave de 1957 à 1972.

## Principaux ministères
Jules Puset est ordonné prêtre le 7 mars 1936 dans la compagnie de Marie (Montfortains). 
Le 14 novembre 1957, il succède à Mgr Le Breton à la tête du diocèse de Tamatave créé en 1955. Il est ordonné le 26 janvier 1958 par son prédécesseur, lui aussi montfortain.
Il participe aux quatre sessions du Concile Vatican II.
Le 25 mars 1972, il résigne sa charge.
Il meurt le 15 avril 1983.